# Ciclisme als Jocs Olímpics d'estiu de 1924 - 50 quilòmetres
La competició dels 50 quilòmetres fou una de les quatre proves del programa olímpic de ciclisme en pista dels Jocs Olímpics de París de 1924. La competició es va disputar el 27 de juliol de 1924, amb la presència de 37 ciclistes procedents de 16 nacions diferents.

## Medallistes
| Or               | Plata             | Bronze           |
| Ko Willems (NED) | Cyril Alden (GBR) | Harry Wyld (GBR) |

## Resultats
Sols es coneix la posició exacta dels set primers classificats i el temps del vencedor.
| Pos. | Atleta               | Nazione        | Tempo      |
| ---- | -------------------- | -------------- | ---------- |
| 1    | Ko Willems           | Països Baixos  | 1h 18' 24" |
| 2    | Cyril Alden          | Regne Unit     |            |
| 3    | Harry Wyld           | Regne Unit     |            |
| 4    | Angelo De Martini    | Itàlia         |            |
| 5    | Józef Lange          | Polònia        |            |
| 6    | Alfredo Dinale       | Itàlia         |            |
| 7    | Jan Maas             | Països Baixos  |            |
| ND   | Henry Kaltenbrunn    | Sud-àfrica     |            |
| ND   | Luis de Meyer        | Argentina      |            |
| ND   | Eugenio Gret         | Argentina      |            |
| ND   | Julio Polet          | Argentina      |            |
| ND   | Cosme Saavedra       | Argentina      |            |
| ND   | Robert Broadbent     | Austràlia      |            |
| ND   | William Coppins      | Austràlia      |            |
| ND   | George Dempsey       | Austràlia      |            |
| ND   | Josef Boons          | Bèlgica        |            |
| ND   | Charles Cadron       | Bèlgica        |            |
| ND   | Léonard Daghelinckx  | Bèlgica        |            |
| ND   | Jean Verheyen        | Bèlgica        |            |
| ND   | Prodan Georgiev      | Bulgària       |            |
| ND   | Borislav Stoyanov    | Bulgària       |            |
| ND   | Joe Laporte          | Canadà         |            |
| ND   | Ricardo Bermejo      | Xile           |            |
| ND   | Francisco Juillet    | Xile           |            |
| ND   | Alejandro Vidal      | Xile           |            |
| ND   | Willy Falck Hansen   | Dinamarca      |            |
| ND   | Edmund Hansen        | Dinamarca      |            |
| ND   | Mohamed Ali Mahmoud  | Egipte         |            |
| ND   | Mohamed Madkour      | Egipte         |            |
| ND   | Ahmed Salem Hassan   | Egipte         |            |
| ND   | William Fenn         | Estats Units   |            |
| ND   | Ignatius Gronkowski  | Estats Units   |            |
| ND   | Lucien Choury        | França         |            |
| ND   | Édouard Meunier      | França         |            |
| ND   | Francesco Del Grosso | Itàlia         |            |
| ND   | Jan Łazarski         | Polònia        |            |
| ND   | Jaroslav Brož        | Txecoslovàquia |            |